# Schizidium tinum
Schizidium tinum is een pissebed uit de familie Armadillidiidae. De wetenschappelijke naam van de soort is voor het eerst geldig gepubliceerd in 1995 door Spyros Sfenthourakis.